# Benagues
Benagues est une commune française, située dans le département de l'Ariège en région Occitanie.
Localisée dans le nord du département, la commune fait partie, sur le plan historique et culturel, du pays de Foix, composé de la partie centrale du Plantaurel, du massif de l'Arize et d'un tronçon de la vallée de l'Ariège avec ses quelques affluents, mais qui n'est plus que l'ombre du prestigieux comté qui s'étendit jusqu'à l'Espagne et même au-delà. Exposée à un climat océanique altéré, elle est drainée par l'Ariège et par divers autres petits cours d'eau. La commune possède un patrimoine naturel remarquable : un site Natura 2000 (« Garonne, Ariège, Hers, Salat, Pique et Neste »), un espace protégé (le « cours de l'Ariège ») et quatre zones naturelles d'intérêt écologique, faunistique et floristique.
Benagues est une commune urbaine qui compte 502 habitants en 2022, après avoir connu une forte hausse de la population depuis 1975. Elle appartient à l'unité urbaine de Pamiers et fait partie de l'aire d'attraction de Pamiers. Ses habitants sont appelés les Benaguais ou Benaguaises.

## Géographie

### Localisation
- 1Carte dynamique
- 2Carte OpenStreetMap
- 3Carte topographique
- 4Carte avec les communes environnantes

La commune de Benagues se trouve dans le département de l'Ariège, en région Occitanie.
Elle se situe à 12 km à vol d'oiseau de Foix, préfecture du département, et à 4 km de Pamiers, sous-préfecture.
Les communes les plus proches sont : 
Saint-Jean-du-Falga (1,8 km), Rieux-de-Pelleport (2,2 km), Saint-Bauzeil (3,1 km), Verniolle (3,2 km), Artix (3,8 km), Varilhes (3,8 km), Pamiers (4,4 km), La Tour-du-Crieu (4,6 km).
Sur le plan historique et culturel, Benagues fait partie du pays de Foix, composé de la partie centrale du Plantaurel, du massif de l'Arize et d'un tronçon de la vallée de l'Ariège avec ses quelques affluents, mais qui n'est plus que l'ombre du prestigieux comté qui s'étendit jusqu'à l'Espagne et même au-delà.
Bénagues est limitrophe de cinq autres communes.
Les communes limitrophes sont  Pamiers, Rieux-de-Pelleport, Saint-Bauzeil, Saint-Jean-du-Falga et Varilhes.
|               | Pamiers            |                               |
| Saint-Bauzeil | Benagues           | Saint-Jean-du-Falga           |
|               | Rieux-de-Pelleport | Varilhes (par un quadripoint) |

Commune de l'aire d'attraction de Pamiers située dans son agglomération à 7 km au sud de Pamiers dans la vallée de l'Ariège.

### Géologie et relief
La commune est située dans le Bassin aquitain, le deuxième plus grand bassin sédimentaire de la France après le Bassin parisien, certaines parties étant recouvertes par des formations superficielles. Les terrains affleurants sur le territoire communal sont constitués de roches sédimentaires datant du Cénozoïque, l'ère géologique la plus récente sur l'échelle des temps géologiques, débutant il y a 66 millions d'années. La structure détaillée des couches affleurantes est décrite dans la feuille « n°1057 - Pamiers » de la carte géologique harmonisée au 1/50 000ème du département de l'Ariège, et sa notice associée.
La superficie cadastrale de la commune publiée par l’Insee, qui sert de références dans toutes les statistiques, est de 3,01 km2,. La superficie géographique, issue de la BD Topo, composante du Référentiel à grande échelle produit par l'IGN, est quant à elle de 3,1 km2.L'altitude du territoire varie entre 295 m et 481 m.

### Hydrographie

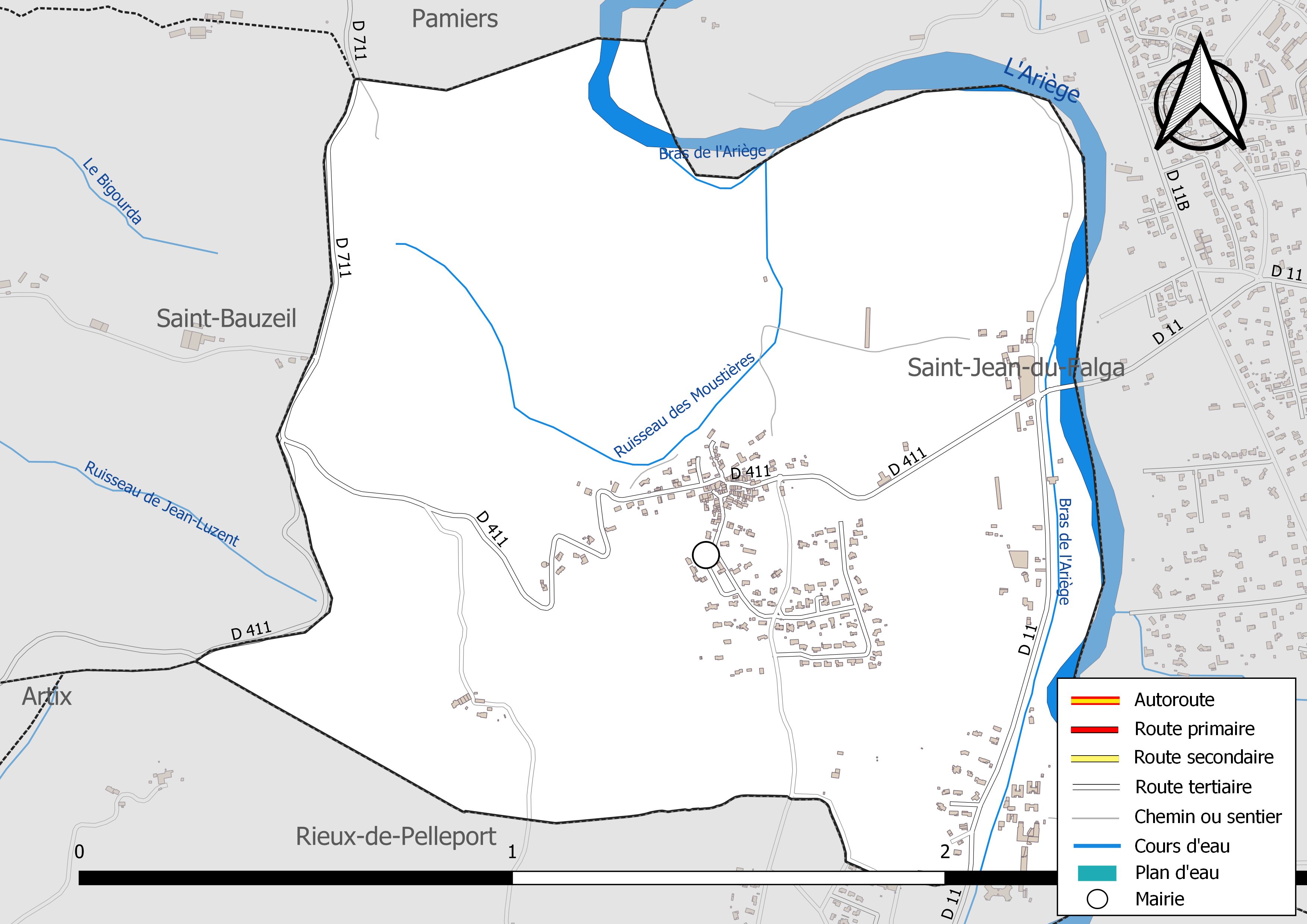
Réseaux hydrographique et routier de Benagues.

La commune est dans le bassin versant de la Garonne, au sein du bassin hydrographique Adour-Garonne. Elle est drainée par l'Ariège, un bras de l'Ariège, un bras de l'Ariège et le ruisseau des Moustières, constituant un réseau hydrographique de 6 km de longueur totale,.
L'Ariège, d'une longueur totale de 162,91 km, prend sa source dans la commune de Porta et s'écoule du sud vers le nord. Elle constitue la limite séparative est et nord de la commune et se jette dans la Garonne à Portet-sur-Garonne, après avoir traversé 56 communes.

### Climat
Pour des articles plus généraux, voir Climat de l'Occitanie et Climat de l'Ariège.
En 2010, le climat de la commune est de type climat du Bassin du Sud-Ouest, selon une étude s'appuyant sur une série de données couvrant la période 1971-2000. En 2020, Météo-France publie une typologie des climats de la France métropolitaine dans laquelle la commune est exposée à un climat de montagne et est dans la région climatique Pyrénées centrales, caractérisée par une pluviométrie annuelle de 1 000 à 1 200 mm.
Pour la période 1971-2000, la température annuelle moyenne est de 12,8 °C, avec une amplitude thermique annuelle de 15,8 °C. Le cumul annuel moyen de précipitations est de 863 mm, avec 9,6 jours de précipitations en janvier et 6,1 jours en juillet. Pour la période 1991-2020, la température moyenne annuelle observée sur la station météorologique la plus proche, située sur la commune de Cos à 12 km à vol d'oiseau, est de 12,4 °C et le cumul annuel moyen de précipitations est de 1 004,0 mm,. Pour l'avenir, les paramètres climatiques de la commune estimés pour 2050 selon différents scénarios d'émission de gaz à effet de serre sont consultables sur un site dédié publié par Météo-France en novembre 2022.

### Milieux naturels et biodiversité

#### Espaces protégés
La protection réglementaire est le mode d’intervention le plus fort pour préserver des espaces naturels remarquables et leur biodiversité associée,.
Un  espace protégé est présent sur la commune : 
le « cours de l'Ariège », objet d'un arrêté de protection de biotope, d'une superficie de 159,9 ha.

#### Réseau Natura 2000

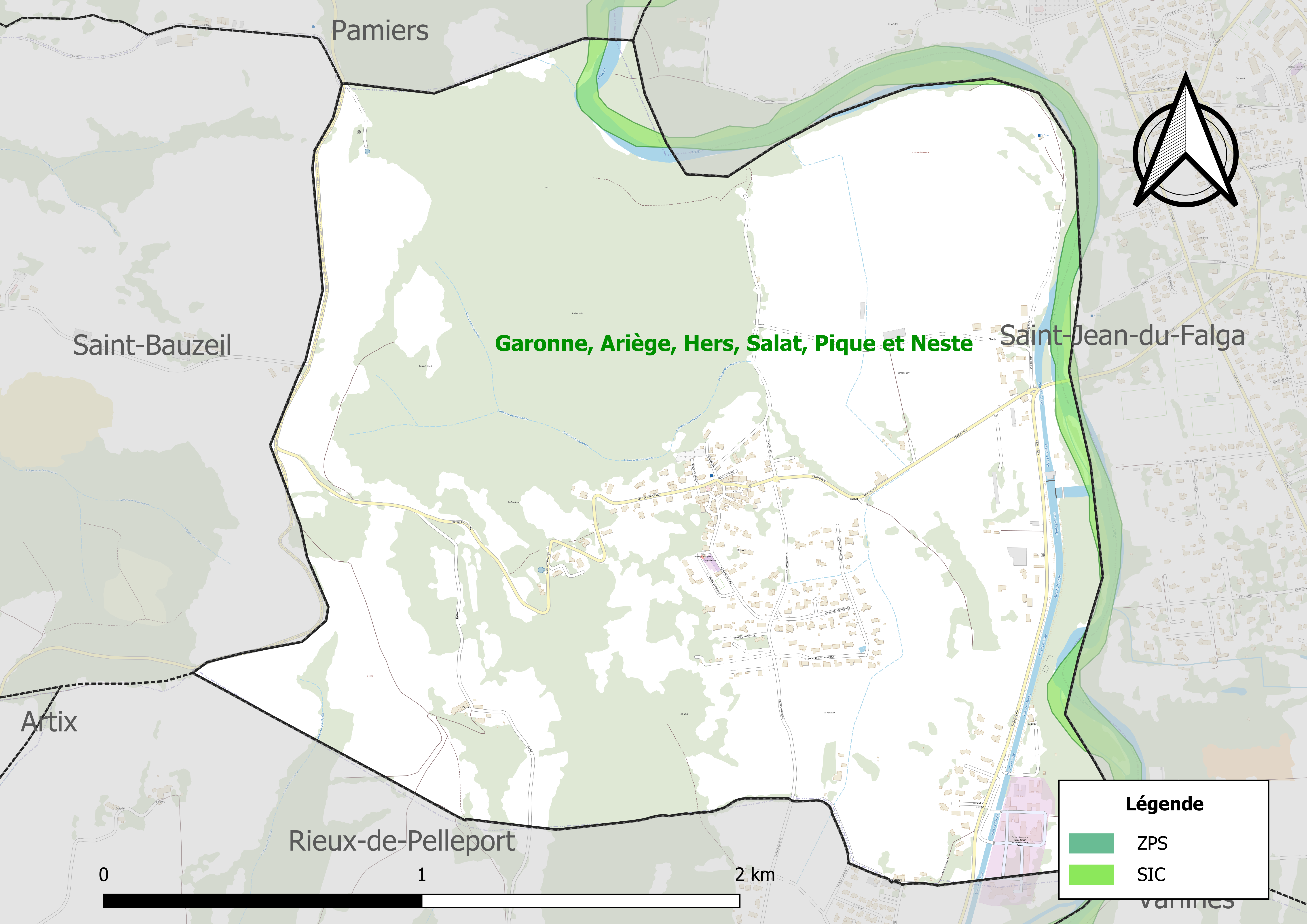
Site Natura 2000 sur le territoire communal.

Le réseau Natura 2000 est un réseau écologique européen de sites naturels d'intérêt écologique élaboré à partir des directives habitats et oiseaux, constitué de zones spéciales de conservation (ZSC) et de zones de protection spéciale (ZPS).
Un site Natura 2000 a été défini sur la commune au titre de la directive habitats : « Garonne, Ariège, Hers, Salat, Pique et Neste », d'une superficie de 9 581 ha, un réseau hydrographique pour les poissons migrateurs, avec des zones de frayères actives et potentielles importantes pour le Saumon en particulier qui fait l'objet d'alevinages réguliers et dont des adultes atteignent déjà Foix sur l'Ariège.

#### Zones naturelles d'intérêt écologique, faunistique et floristique
L’inventaire des zones naturelles d'intérêt écologique, faunistique et floristique (ZNIEFF) a pour objectif de réaliser une couverture des zones les plus intéressantes sur le plan écologique, essentiellement dans la perspective d’améliorer la connaissance du patrimoine naturel national et de fournir aux différents décideurs un outil d’aide à la prise en compte de l’environnement dans l’aménagement du territoire.
Deux ZNIEFF de type 1 sont recensées sur la commune :
le « cours de l'Ariège » (1 341 ha), couvrant 112 communes dont 86 dans l'Ariège et 26 dans la Haute-Garonne, et 
« le Plantaurel : du Mas d'Azil à l'Ariège » (15 850 ha), couvrant 26 communes du département
et deux ZNIEFF de type 2, : 
- « L'Ariège et ripisylves » (1 975 ha), couvrant 56 communes dont 43 dans l'Ariège et 13 dans la Haute-Garonne[32] ;
- « le Plantaurel » (42 116 ha), couvrant 72 communes dont 68 dans l'Ariège, 2 dans l'Aude et 2 dans la Haute-Garonne[33].

Carte des ZNIEFF de type 1 et 2 à Benagues.
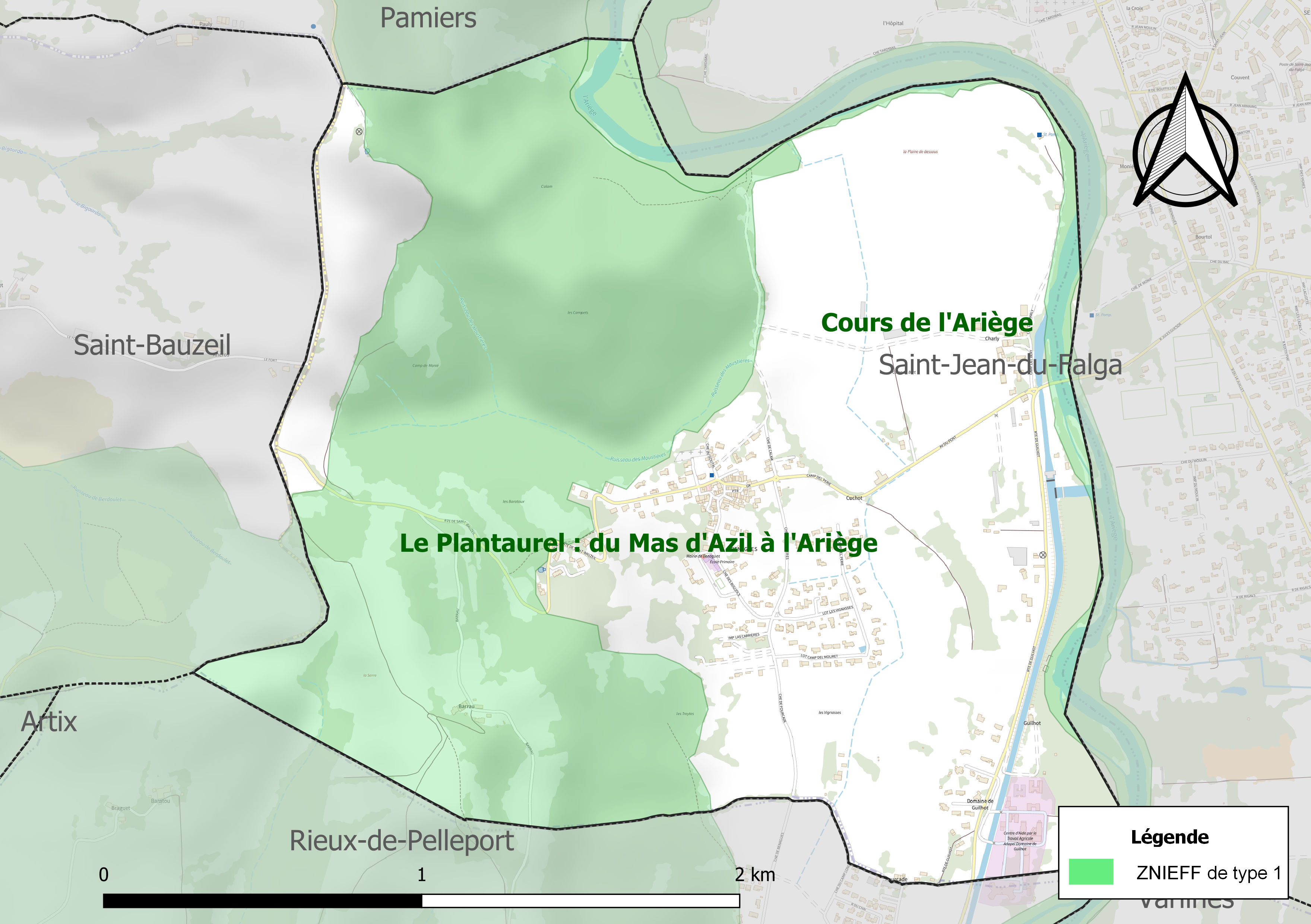
Carte des ZNIEFF de type 1 sur la commune.
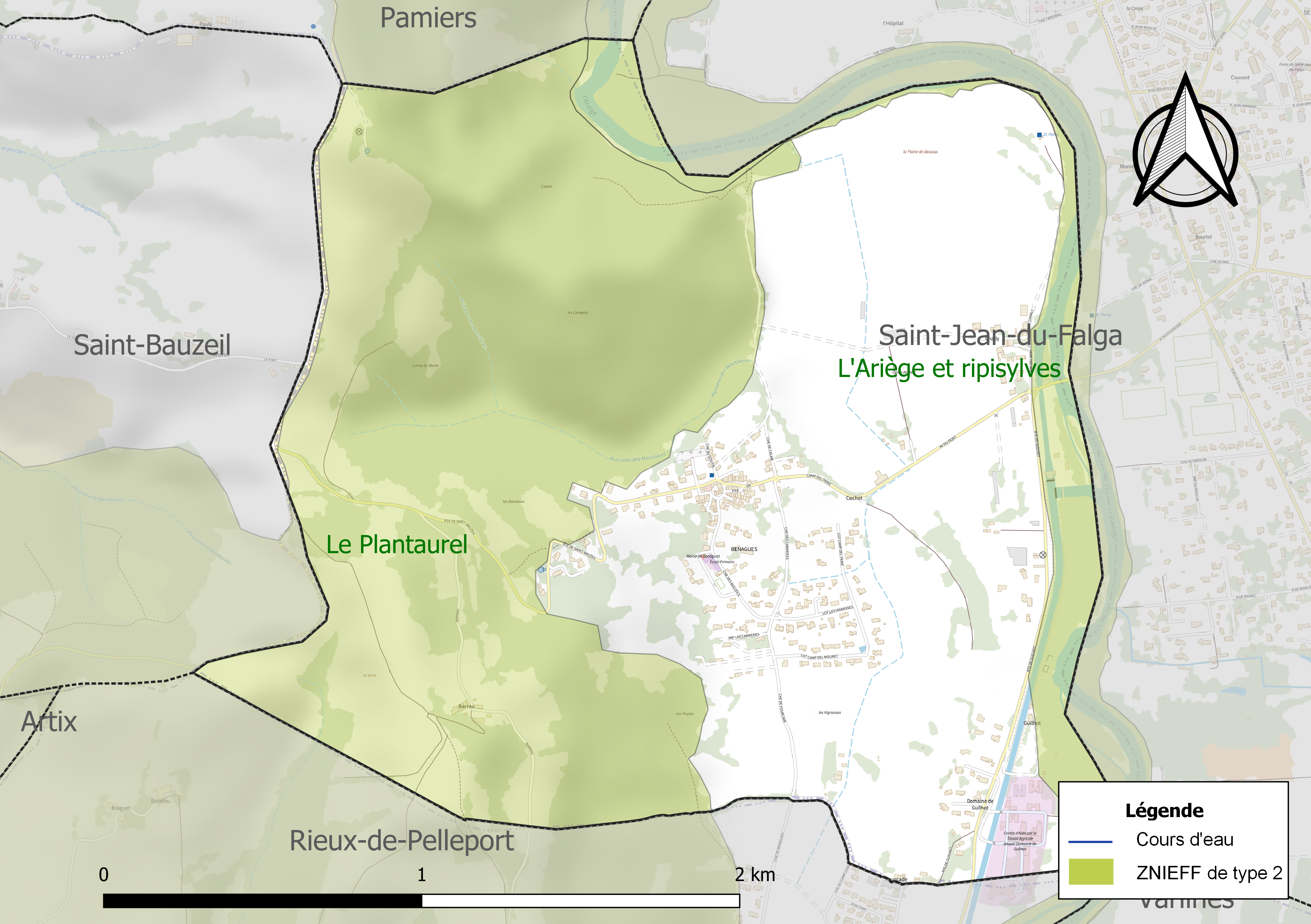
Carte des ZNIEFF de type 2 sur la commune.

## Urbanisme

### Typologie
Au 1er janvier 2024, Benagues est catégorisée ceinture urbaine, selon la nouvelle grille communale de densité à 7 niveaux définie par l'Insee en 2022.
Elle appartient à l'unité urbaine de Pamiers, une agglomération intra-départementale dont elle est une commune de la banlieue,. Par ailleurs la commune fait partie de l'aire d'attraction de Pamiers, dont elle est une commune de la couronne,. Cette aire, qui regroupe 52 communes, est catégorisée dans les aires de moins de 50 000 habitants,.

### Occupation des sols
L'occupation des sols de la commune, telle qu'elle ressort de la base de données européenne d’occupation biophysique des sols Corine Land Cover (CLC), est marquée par l'importance des territoires agricoles (55,5 % en 2018), en diminution par rapport à 1990 (69,4 %). La répartition détaillée en 2018 est la suivante : 
zones agricoles hétérogènes (39,9 %), forêts (30,6 %), zones urbanisées (13,9 %), terres arables (13,8 %), prairies (1,8 %). L'évolution de l’occupation des sols de la commune et de ses infrastructures peut être observée sur les différentes représentations cartographiques du territoire : la carte de Cassini (XVIIIe siècle), la carte d'état-major (1820-1866) et les cartes ou photos aériennes de l'IGN pour la période actuelle (1950 à aujourd'hui).

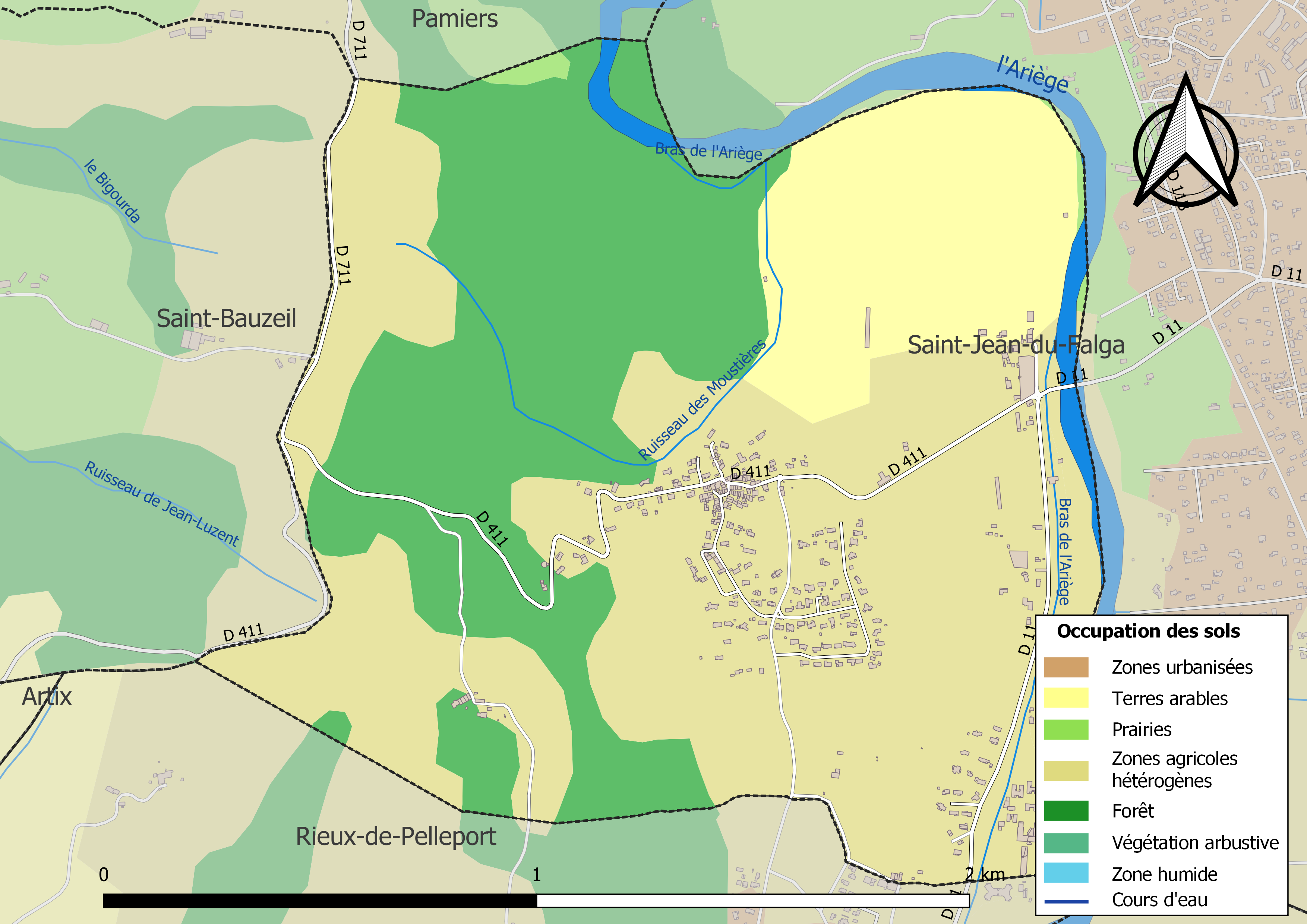
Carte des infrastructures et de l'occupation des sols de la commune en 2018 (CLC).

### Hameaux
Barreau, Fourcade..

### Habitat et logement
En 2018, le nombre total de logements dans la commune était de 213, alors qu'il était de 195 en 2013 et de 172 en 2008.
Parmi ces logements, 90,5 % étaient des résidences principales, 2,4 % des résidences secondaires et 7,1 % des logements vacants. Ces logements étaient pour 92,9 % d'entre eux des maisons individuelles et pour 7,1 % des appartements.
Le tableau ci-dessous présente la typologie des logements à Benagues en 2018 en comparaison avec celle de l'Ariège et de la France entière. Une caractéristique marquante du parc de logements est ainsi une proportion de résidences secondaires et logements occasionnels (2,4 %) inférieure à celle du département (24,6 %) mais supérieure à celle de la France entière (9,7 %). Concernant le statut d'occupation de ces logements, 77,9 % des habitants de la commune sont propriétaires de leur logement (81,9 % en 2013), contre 66,3 % pour l'Ariège et 57,5 % pour la France entière.
| Typologie                                               | Benagues | Ariège | France entière |
| ------------------------------------------------------- | -------- | ------ | -------------- |
| Résidences principales (en %)                           | 90,5     | 65,7   | 82,1           |
| Résidences secondaires et logements occasionnels (en %) | 2,4      | 24,6   | 9,7            |
| Logements vacants (en %)                                | 7,1      | 9,7    | 8,2            |

### Voies de communication et transports
Accès avec l'autoroute A66 (Villefranche-de-Lauragais/Pamiers) puis la RN20 et les routes départementales D 820 ou D 11, ainsi que par la Gare de Pamiers sur la ligne de Portet-Saint-Simon à Puigcerda (frontière).

### Risques majeurs
Le territoire de la commune de Benagues est vulnérable à différents aléas naturels : inondations, climatiques (grand froid ou canicule), mouvements de terrains et séisme (sismicité faible). Il est également exposé à deux risques technologiques,  le transport de matières dangereuses et la rupture d'un barrage,.

#### Risques naturels

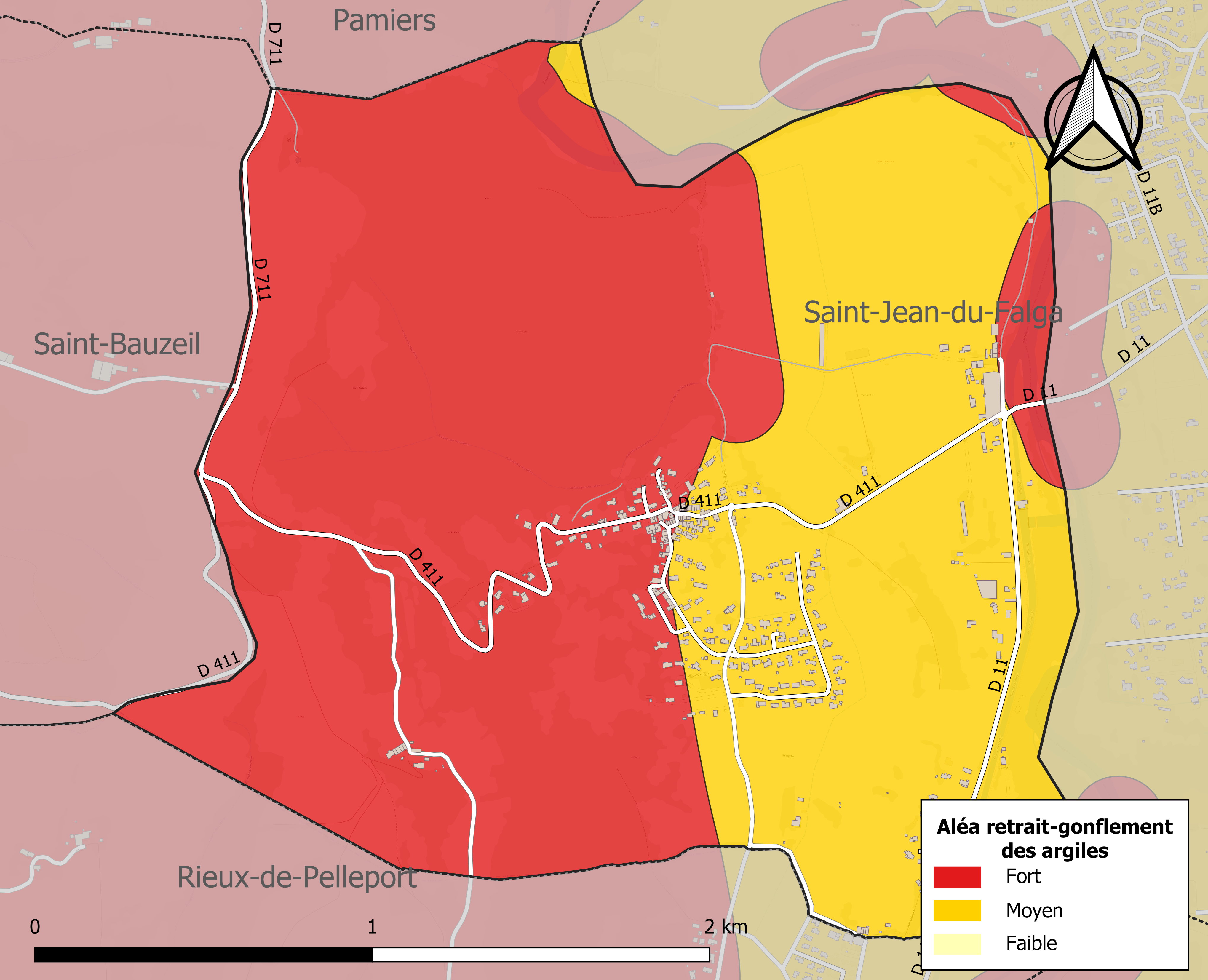
Zonage de l'aléa retrait-gonflement des argiles sur la commune de Benagues.

Certaines parties du territoire communal sont susceptibles d’être affectées par le risque d’inondation par débordement, crue torrentielle d'un cours d'eau, l'Ariège, ou ruissellement d'un versant. L’épisode de crue le plus marquant dans le département reste sans doute celui de 1875. Parmi les inondations marquantes plus récentes concernant le cours d'eau de l'Ariège figurent la crue torrentielle de 1982 et les inondations de plaine de 1996 et de 2005 de la Basse vallée de l'Ariège.
Les mouvements de terrains susceptibles de se produire sur la commune sont soit des glissements de terrains soit des mouvements liés au retrait-gonflement des argiles. Près de 50 % de la superficie du département est concernée par l'aléa retrait-gonflement des argiles, dont la commune de Benagues. L'inventaire national des cavités souterraines permet par ailleurs de localiser celles situées sur la commune.
Ces risques naturels sont pris en compte dans l'aménagement du territoire de la commune par le biais d'un plan de prévention des risques (PPR) inondation et mouvement de terrain approuvé le 22 juillet 2004.

#### Risques technologiques
Le risque de transport de matières dangereuses par une infrastructure routière ou ferroviaire ou par une canalisation de transport de gaz concerne la commune. Un accident se produisant sur une telle infrastructure est en effet susceptible d’avoir des effets graves au bâti ou aux personnes jusqu’à 350 m, selon la nature du matériau transporté. Des dispositions d’urbanisme peuvent être préconisées en conséquence.
Dans le département de l’Ariège on dénombre cinq grands barrages susceptibles d’occasionner des dégâts en cas de rupture. La commune fait partie des 80 communes susceptibles d’être touchées par l’onde de submersion consécutive à la rupture d’un de ces barrages.

## Histoire

### Moyen Âge
12 mars 1264 : « Restitution faite par Roger Bernard IV, comte de Foix, à Guillaume de Saint Sernin des seigneuries de Saint-Bauzeil et de Loubens, avec toutes leurs appartenances, promettant ledit de Saint Sernin de lui être fidèle vassal pour les dites seigneuries et pour Bénagues » (Inv.des Arch. De la Tour Ronde du château de Foix)
19 juillet 1394 : Vente par le chapitre (diocèse de Pamiers) à noble Raymond de Durfort, damoiseau, de la moitié de la seigneurie de Saint-Bauzeil et de Bénagues pour le prix de 200 florins d’or de France.
La seigneurie de Bénagues fut ensuite acquise par Manaud de Castet, à la suite de sa vente par François d'Espagne. On en conclut donc que les d'Espagne furent seigneurs de Bénagues.

### Temps modernes
Jean François Robert de Fiches est cité comme seigneur de Bénagues entre 1679 et 1688. La seigneurie fut ensuite vendue aux de Ville.
François de Ville (1666-1739) et Gérard de Ville (1660-1742) sont co-seigneurs de Cabre (Vicdessos) et de Bénagues, près de Pamiers (Ariège), ils sont maîtres de forges (forge de Cabre) et consuls de Vicdessos.
Ces deux frères sont copropriétaires de la forge de la Vexanelle avec la famille noble de Mathieu. La forge de Cabre fut régie en fermage par Jean-Baptiste et Antoine de Guilhem, frères et maîtres de forge à Vicdessos.
François de Ville (1666-1739) eut un fils Joseph de Ville marié en 1720 à Paule de Teynier originaire de Tarascon.
Gérard de Ville testa en 1741 comme seigneur de Cabre et il est cité comme seigneur de Bénagues en 1743.
Gérard de Ville eut un fils : Vincent de Ville de Bénagues, seigneur de Cabre et de Bénagues, juge criminel du sénéchal de Pamiers magistrat au présidial de Pamiers. Vincent de Ville (1687-1739) :cité comme seigneur de Bénagues en 1743, conseiller du roi, premier consul de la vallée de Vicdessos, mais aussi bayle (procureur du roi) de la vallée de Vicdessos, de la ville de Tarascon, de la vallée de Siguer et de la châtellenie de Quié.
Vincent de Ville de Bénagues eut comme fils aîné, un autre Vincent de Ville de Bénagues né en 1715 à Vicdessos. seigneur de Bénagues, de Cabre et de La Rivière, avocat au parlement, juge-criminel et lieutenant-général en la sénéchaussée de Pamiers et juge au présidial de Pamiers. Son épouse est Catherine Davan originaire de Vicdessos.
Le fils cadet du premier Vincent s'appelait : Jean-Baptiste de Ville de Mot né à Vicdessos en 1721 : écuyer, garde du corps du roi, capitaine de cavalerie, chevalier de l'ordre royal et militaire de Saint Louis.
Un quart de la seigneurie est vendu par Jean de Ville en faveur de Jean Vergnies en 1749.

### Révolution et Empire
Vincent de Ville de Bénagues junior eut une fille unique : Thérèse de Ville mariée à François Étienne Charly, député de l'Ariège de 1804 à 1808, conseiller à la cour d'appel de Toulouse en 1812.

## Politique et administration

### Découpage territorial
La commune de Benagues est membre de la communauté de communes des Portes d'Ariège Pyrénées, un établissement public de coopération intercommunale (EPCI) à fiscalité propre créé le 5 octobre 2016 dont le siège est à Pamiers. Ce dernier est par ailleurs membre d'autres groupements intercommunaux.
Sur le plan administratif, elle est rattachée à l'arrondissement de Pamiers, au département de l'Ariège, en tant que circonscription administrative de l'État, et à la région Occitanie.
Sur le plan électoral, elle dépend du canton de Pamiers-1 pour l'élection des conseillers départementaux, depuis le redécoupage cantonal de 2014 entré en vigueur en 2015, et de la deuxième circonscription de l'Ariège  pour les élections législatives, depuis le dernier découpage électoral de 2010.

### Administration municipale
Le nombre d'habitants au recensement de 2011 étant compris entre 100 et 499, le nombre de membres du conseil municipal pour l'élection de 2014 est de onze,.

### Liste des maires
| Période                                  | Période       | Identité               | Étiquette | Qualité                                       |
| ---------------------------------------- | ------------- | ---------------------- | --------- | --------------------------------------------- |
| mai 1888                                 | mai 1904      | Sernin LAVIGNE         |           |                                               |
| mai 1904                                 | mars 1930     | Raymond SUBRA          |           |                                               |
| mars 1930                                | mars 1959     | Alexandre SUBRA        |           |                                               |
| mars 1959                                | mars 1971     | Honoré DELRIEUX        |           |                                               |
| mars 1971                                | novembre 1999 | Constant BERGE         |           |                                               |
| mars 2001                                | mai 2020      | Marie-France Vilaplana |           | Retraitée agricole Conseillère départementale |
| mai 2020                                 | en cours      | Josiane Berge          |           | Ancienne Cadre                                |
| Les données manquantes sont à compléter. |               |                        |           |                                               |

## Population et société

### Démographie
L'évolution du nombre d'habitants est connue à travers les recensements de la population effectués dans la commune depuis 1793. Pour les communes de moins de 10 000 habitants, une enquête de recensement portant sur toute la population est réalisée tous les cinq ans, les populations de référence des années intermédiaires étant quant à elles estimées par interpolation ou extrapolation. Pour la commune, le premier recensement exhaustif entrant dans le cadre du nouveau dispositif a été réalisé en 2007.

En 2022, la commune comptait 502 habitants, en évolution de −0,2 % par rapport à 2016 (Ariège : +1,48 %, France hors Mayotte : +2,11 %).
| 1793 | 1800 | 1806 | 1821 | 1831 | 1836 | 1841 | 1846 | 1851 |
| ---- | ---- | ---- | ---- | ---- | ---- | ---- | ---- | ---- |
| 238  | 233  | 209  | 247  | 244  | 238  | 259  | 224  | 221  |

| 1856 | 1861 | 1866 | 1872 | 1876 | 1881 | 1886 | 1891 | 1896 |
| ---- | ---- | ---- | ---- | ---- | ---- | ---- | ---- | ---- |
| 213  | 229  | 228  | 240  | 266  | 257  | 233  | 250  | 208  |

| 1901 | 1906 | 1911 | 1921 | 1926 | 1931 | 1936 | 1946 | 1954 |
| ---- | ---- | ---- | ---- | ---- | ---- | ---- | ---- | ---- |
| 224  | 220  | 208  | 220  | 194  | 168  | 160  | 141  | 150  |

| 1962 | 1968 | 1975 | 1982 | 1990 | 1999 | 2006 | 2007 | 2012 |
| ---- | ---- | ---- | ---- | ---- | ---- | ---- | ---- | ---- |
| 148  | 143  | 166  | 176  | 285  | 329  | 446  | 463  | 475  |

| 2017 | 2022 | - | - | - | - | - | - | - |
| ---- | ---- | - | - | - | - | - | - | - |
| 514  | 502  | - | - | - | - | - | - | - |

| selon la population municipale des années : | 1968 | 1975 | 1982 | 1990 | 1999 | 2006 | 2009 | 2013 |
| Rang de la commune dans le département      | 158  | 145  | 121  | 99   | 83   | 69   | 70   | 69   |
| Nombre de communes du département           | 340  | 328  | 330  | 332  | 332  | 332  | 332  | 332  |

### Santé
La commune héberge un services pour adultes handicapés et un établissement pour enfants et adolescents handicapés (ADAPEI).

### Enseignement
Bénagues fait partie de l'académie de Toulouse.
La commune possède d'une école primaire (école maternelle et école élémentaire).

### Activités sportives
Terrain multisports, pétanque..

### Écologie et recyclage
La collecte et le traitement des déchets ménagers et des déchets assimilés ainsi que la protection et la mise en valeur de l'environnement se font dans le cadre du SMECTOM du Plantaurel,.

## Économie

### Revenus
En 2018, la commune compte 191 ménages fiscaux, regroupant 467 personnes. La médiane du revenu disponible par unité de consommation est de 22 200 € (19 820 € dans le département).

### Emploi
| Division       | 2008  | 2013   | 2018   |
| -------------- | ----- | ------ | ------ |
| Commune        | 3,9 % | 7,4 %  | 7,9 %  |
| Département    | 8,9 % | 11,1 % | 11,2 % |
| France entière | 8,3 % | 10 %   | 10 %   |

En 2018, la population âgée de 15 à 64 ans s'élève à 347 personnes, parmi lesquelles on compte 65,6 % d'actifs (57,6 % ayant un emploi et 7,9 % de chômeurs) et 34,4 % d'inactifs,. Depuis 2008, le taux de chômage communal (au sens du recensement) des 15-64 ans est inférieur à celui de la France et du département.
La commune fait partie de la couronne de l'aire d'attraction de Pamiers, du fait qu'au moins 15 % des actifs travaillent dans le pôle,. Elle compte 184 emplois en 2018, contre 183 en 2013 et 167 en 2008. Le nombre d'actifs ayant un emploi résidant dans la commune est de 203, soit un indicateur de concentration d'emploi de 90,5 % et un taux d'activité parmi les 15 ans ou plus de 53,1 %.
Sur ces 203 actifs de 15 ans ou plus ayant un emploi, 26 travaillent dans la commune, soit 13 % des habitants. Pour se rendre au travail, 92 % des habitants utilisent un véhicule personnel ou de fonction à quatre roues, 4 % les transports en commun, 3 % s'y rendent en deux-roues, à vélo ou à pied et 1 % n'ont pas besoin de transport (travail au domicile).

### Activités hors agriculture
17 établissements sont implantés  à Benagues au 31 décembre 2019.
Le secteur de l'industrie manufacturière, des industries extractives et autres est prépondérant sur la commune puisqu'il représente 29,4 % du nombre total d'établissements de la commune (5 sur les 17 entreprises implantées  à Benagues), contre 12,9 % au niveau départemental.

### Agriculture
|                                   | 1988 | 2000 | 2010 |
| --------------------------------- | ---- | ---- | ---- |
| Exploitations                     | 9    | 1    | 2    |
| Superficie agricole utilisée (ha) | 186  | 42   | 52   |

La commune fait partie de la petite région agricole dénommée « Coteaux de l'Ariège ». En 2010, l'orientation technico-économique de l'agriculture  sur la commune est la production de céréales et oléoprotéagineux. Deux exploitations agricoles ayant leur siège dans la commune sont dénombrées lors du recensement agricole de 2010 (neuf en 1988). La superficie agricole utilisée est de 52 ha.

## Culture locale et patrimoine

### Lieux et monuments
- Église Saint-Joseph datant du XVIIIe siècle, elle a été restaurée en 2001[68].
- Château de Guillot construit sur les ruines d'un ancien château.

### Personnalités liées à la commune
- Raymond Subra (1875 - 1930), conseiller général de l'Ariège et maire de Bénagues de 1904 à 1930 - Officier d'académie (mars 1914).